# Памятник Курмангазы
 Памятник Курмангазы  — памятник казахскому народному музыканту, композитору, домбристу Курмангазы Сагырбаеву, находящийся в Астрахани на пересечении улиц Советской и Калинина.
Памятник был открыт 13 декабря 2008 года. Авторы памятника — скульпторы Едиге Рахманов и Токтарбек Рахиев.